# Circonscription de Fowler

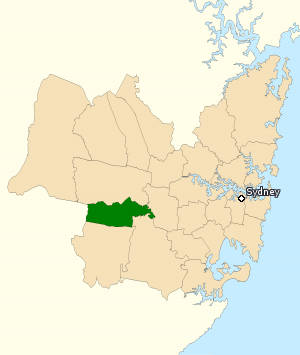
La circonscription de Fowler (en vert) dans la banlieue ouest de Sydney en Nouvelle-Galles du Sud.

La circonscription de Fowler est une circonscription électorale australienne en Nouvelle-Galles du Sud. Elle a été créée en 1984. Elle porte le nom de Lilian Fowler, la première femme à avoir été élue maire en Australie.
Elle est située dans la banlieue ouest de Sydney. Elle est l'un des sièges les plus sûrs en Australie pour le Parti travailliste et est également la seule circonscription dans laquelle la majorité des électeurs sont nés à l'étranger

## Députés
| Nom         | Parti        | Période de mandat |
| ----------- | ------------ | ----------------- |
| Ted Grace   | Travailliste | 1984–1998         |
| Julia Irwin | Travailliste | 1998–2010         |
| Chris Hayes | Travailliste | 2010–en cours     |